# Hôpital général de Paris
 (septembre 2017).
Si vous disposez d'ouvrages ou d'articles de référence ou si vous connaissez des sites web de qualité traitant du thème abordé ici, merci de compléter l'article en donnant les références utiles à sa vérifiabilité et en les liant à la section « Notes et références ».
L’Hôpital général de Paris est une institution fondée au milieu du XVIIe siècle pour le « renfermement des pauvres mendiants » de la Ville et des faubourgs de Paris. Le « bureau de l'hôpital général », comprenant la direction et l'administration, est établi en 1656 à l'hôpital de la Pitié (fondé vers 1612). 
Voulu par la société secrète catholique appelée Compagnie du Saint-Sacrement sous le règne de Louis XIII, il n’était pas un établissement médical par destination, mais entendait résoudre le problème de la mendicité et des cours des miracles.
La Fronde engendra une crise économique et un développement de la pauvreté lors du règne de Louis XIV. Le 27 avril 1656, le pouvoir royal créait l'Hôpital général, qui avait pour objectif de mettre au travail les mendiants et de « sauver leurs âmes ». Il fut presque immédiatement considéré également comme une maison de correction et bientôt une « force », c'est-à-dire une prison. Mendiants, vagabonds et prostituées étaient internés dans des asiles publics placés sous le contrôle de l'Hôpital général.
En 1670, dix ans après la mort de Vincent de Paul, il intégrera la Maison de Couche de Paris qui deviendra l'Hôpital des Enfants-Trouvés. Par lettres-patentes du 23 mai 1679, l'hôpital du Saint-Esprit est réuni à l'hôpital général.  À côté de l'Hôpital général existaient de nombreux établissements relevant de l'Hôtel-Dieu de Paris qui avaient, eux, une fonction médicale. Les malades de l’Hôpital général étaient envoyés à l’Hôtel-Dieu. 

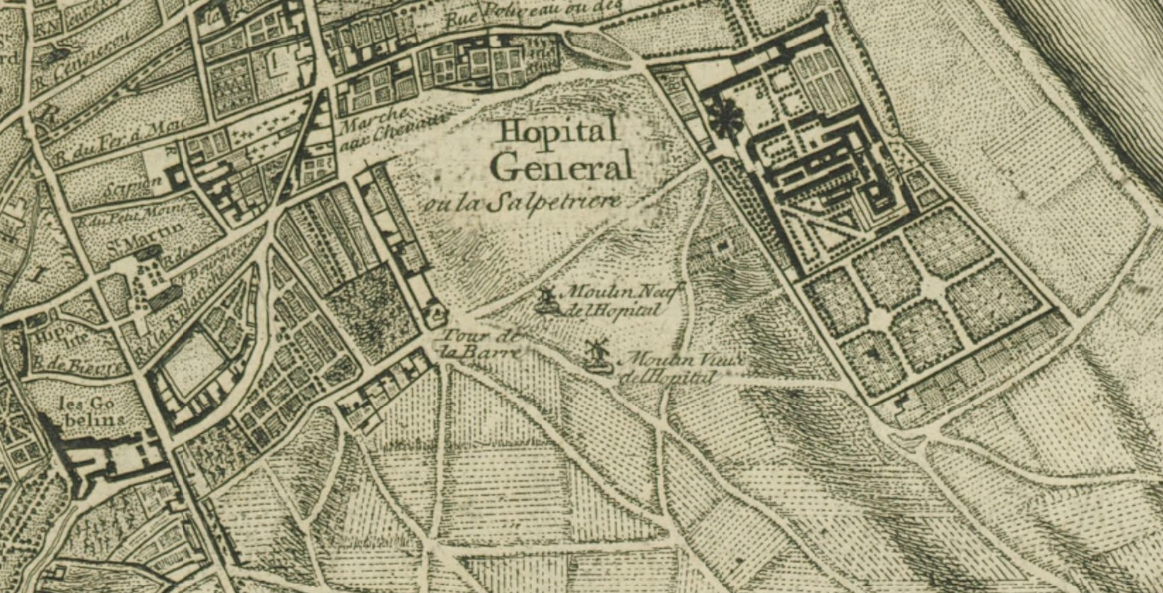
L'emplacement de l'« Hôpital général ou La Salpetrière », extrait du plan de Roussel (1731, édition de 1748).

## Le Grand Enfermement

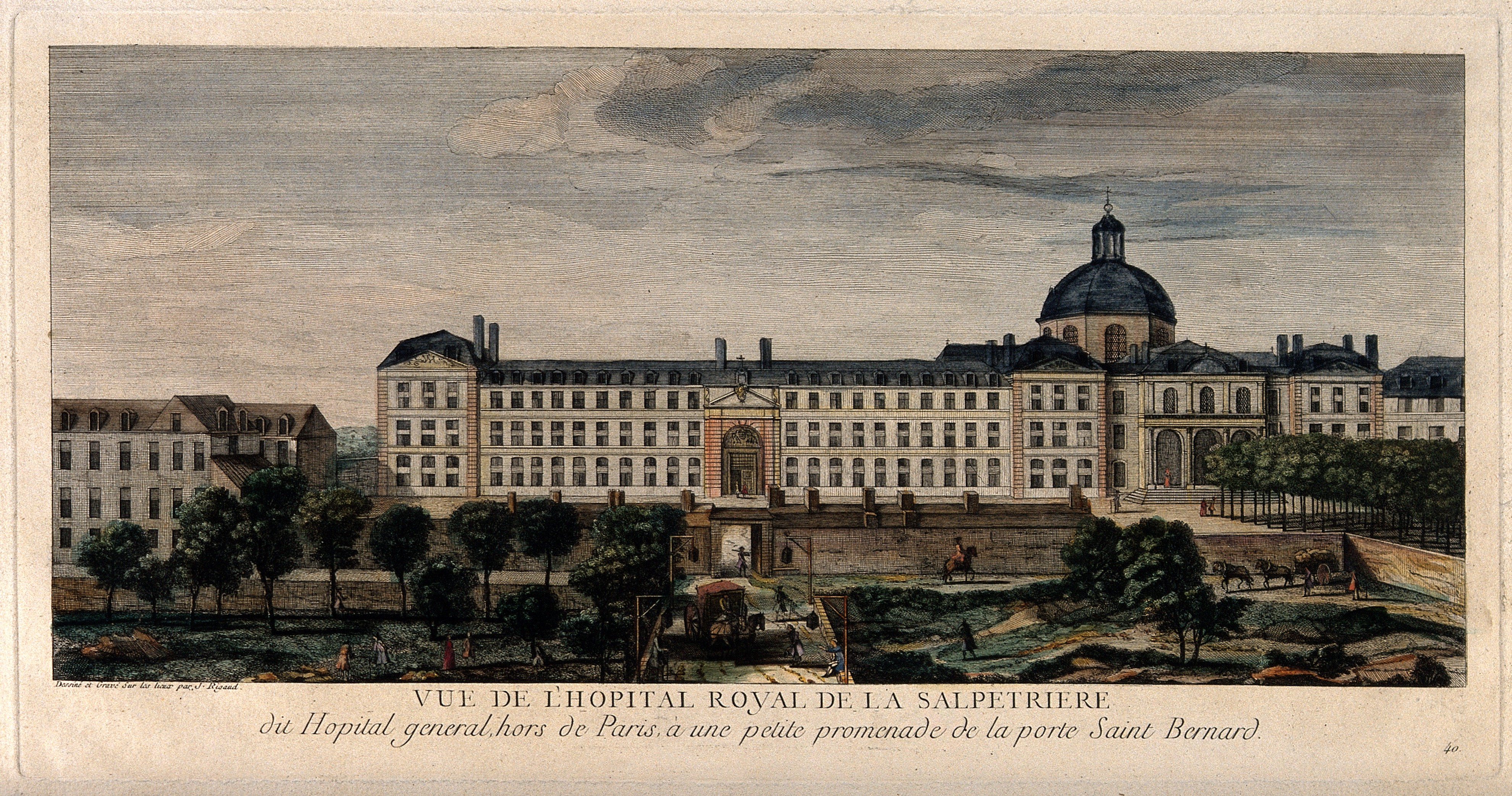
Vue de la Salpêtrière au XVIIIe siècle par Jacques Rigaud.

La progression de la pauvreté accrut la mendicité, le vagabondage, les agressions et la prostitution dans les grandes villes.
Au cours du XVIIe siècle, le pouvoir royal voulut régler ce problème en menant une politique d'enfermement systématique dans les établissements dépendant de l'Hôpital général. Cette politique était avant tout l'expression d'une volonté d'ordre public sans aucun souci médical.
Ainsi, à Paris, dans les établissements de la Salpêtrière, la Pitié, Bicêtre, il s'agissait d'accueillir selon les termes mêmes de l'Édit de 1656 les pauvres « de tous sexes, lieux et âges, de quelques qualité et naissance, et en quelque état qu'ils puissent être, valides ou invalides, malades ou convalescents, curables ou incurables ».
De fil en aiguille, la population enfermée dans les établissements parisiens atteignit le seuil de 6 000 personnes, soit 1 % de la population de l'époque. Les provinces furent également gagnées par ce mouvement de pénalisation de la misère et, à la veille de la Révolution, on comptait 32 Hôpitaux généraux dans tout le pays.
Mais ce mouvement dépasse largement la France, cette politique d'internement forcé des pauvres a affecté l'ensemble des États européens. En Angleterre, dès 1388, sous Henri IV, l'institution des établissements visant « la punition des vagabonds et le soulagement des pauvres ». Les « Houses of Correction » qui auraient dû être présentes dans chaque comté vont laisser la place aux workhouses qui dans la seconde moitié du XVIIIe siècle trouveront leur véritable expansion. Michel Foucault note qu'en « quelques années, c'est tout un réseau qui a été jeté sur l'Europe. » En Hollande, en Italie, en Espagne, en Allemagne se créent également des lieux d'internement de même nature.

## Le fonctionnement de l'Hôpital général

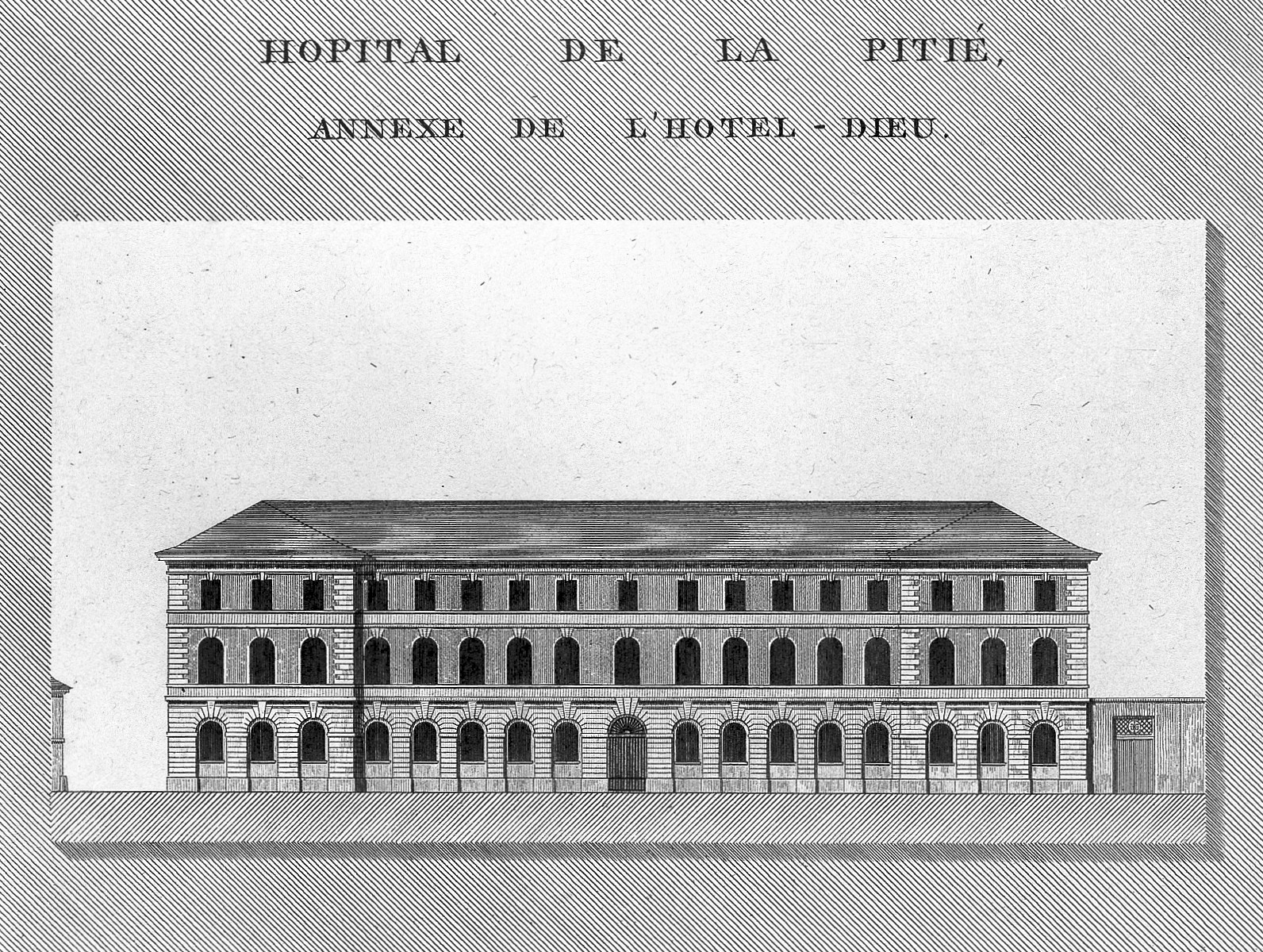
Ancien hôpital de la Pitié. Gravure de 1812.

Dès sa fondation, l'Hôpital général fut dirigé par des magistrats du Parlement de Paris qui en avaient rédigé les statuts, à l'origine tous membres de la Compagnie du Saint-Sacrement. Lors de la disparition de la compagnie en 1660, les directeurs, sauf ceux qui étaient membres de droit, comme le Lieutenant général de police, furent souvent recrutés, par cooptation, parmi les jansénistes. Pour tenter de combattre leur emprise, en 1673, le roi voulut que l'archevêque de Paris siège également, mais il ne put jamais contrer leur influence, qui resta prépondérante jusqu'à la Révolution. Les directeurs étaient tous bénévoles.
Un édit de 1662 ordonna la généralisation de l'institution à toutes les grandes villes de France. L'Hôpital général fut la seule destination autorisée non seulement pour l’accueil des pauvres mais également pour toutes donations et legs, excluant de ce fait l’Église de France de sa vocation d'assistance aux miséreux. La guerre qui éclata entre l'archevêque de Paris Christophe de Beaumont (qui avait le soutien du Roi) et les directeurs de l'Hôpital général fut victorieuse pour ces derniers, fragilisant un peu plus l'indépendance de l'Église et l'autorité royale, déjà remise en question 30 ans avant la Révolution.
L'Hôpital général bénéficiait de l'exemption des droits d'entrée sur les denrées qu'il utilisait et perçut rapidement une partie de tout ce que le roi taxait sur les produits de consommation courante.

## Le caractère médical de l’Hôpital général
Bien que l'Hôpital général comptât dès sa création un médecin, un chirurgien et un apothicaire, il n'était pas un établissement médical. En revanche, il comportait, comme plus tard l'Hôtel des Invalides, un service de santé minimal pour les pensionnaires. Il semble qu'une infirmerie ait été construite à partir de 1658. En revanche, les malades sérieux devaient être envoyés à l'Hôtel-Dieu, dont la destination proprement médicale s'affirma progressivement à partir de 1656.

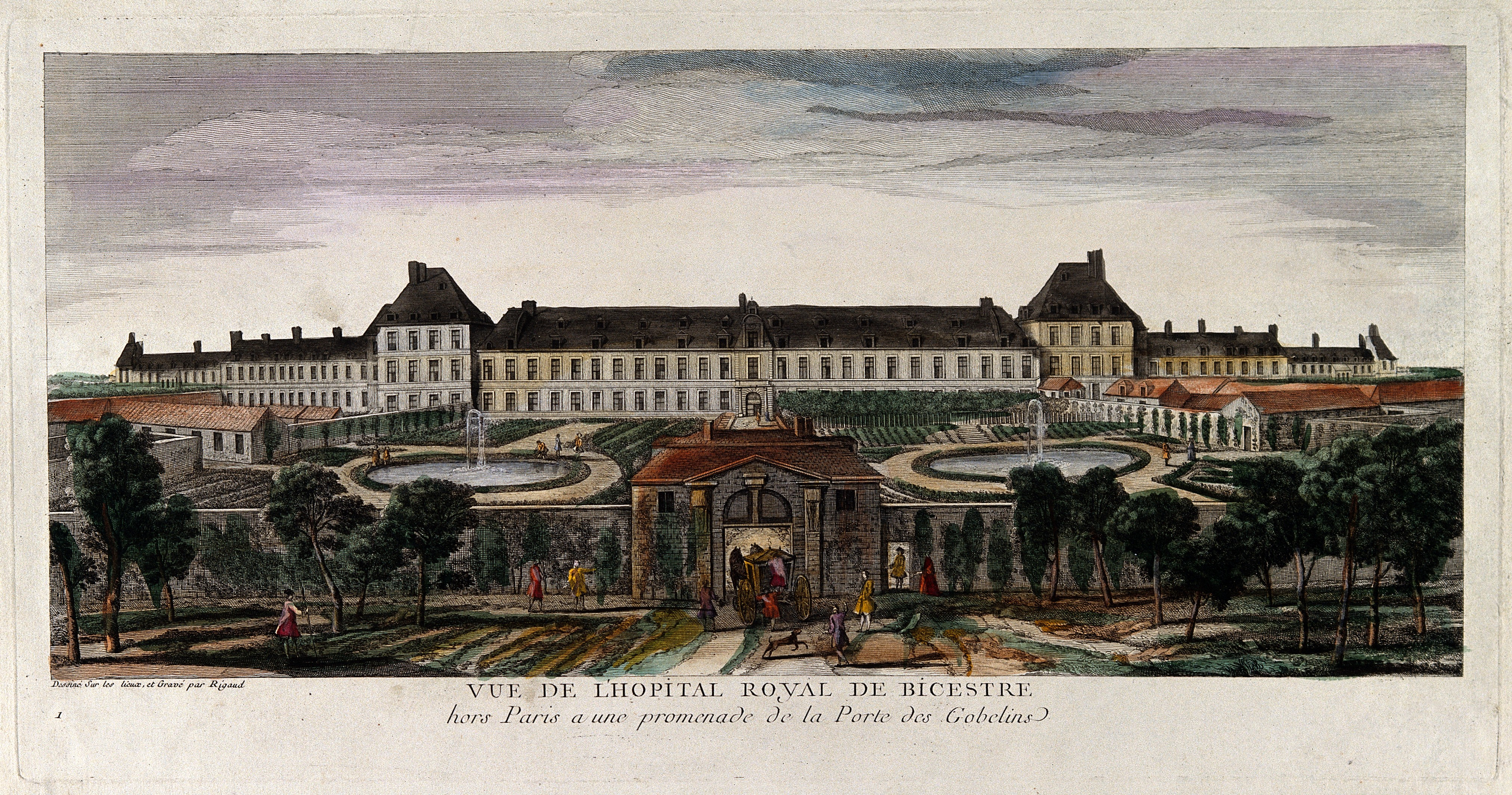
Vue de Bicêtre au XVIIIe siècle par Jacques Rigaud.

## L'Hôpital et la Révolution
Nommé par l'assemblée nationale pour faire l'état des lieux et proposer des solutions à la mendicité, le duc de La Rochefoucauld-Liancourt rendit en 1790 un rapport qui entretint pendant longtemps la confusion entre hôpital général et soins aux malades.

## Autres Hôpitaux généraux en France
Après la fondation, en 1656, de l'hôpital général de Paris par Louis XIV, l'institution d'un établissement équivalent est imposé, en 1662, à toutes les villes et aux gros bourgs du royaume.
Au XIXe siècle les hôpitaux généraux de France prennent progressivement le nom de Maison de la charité.
La liste des anciens hôpitaux généraux de France qui suit est incomplète. Votre aide pour la compléter est la bienvenue.
- Hôpital général de Bourges (1657), fondé dès avant l'édit de 1662[13], par transformation de l'ancien “Sanitat” (1500-1510) établi dans le faubourg Taillegrain.
- Hôpital général de Caen (1674), issu d'un établissement fondé en 1655.
- Hôpital général de Douai, bâti de 1756 à 1760.
- Hôpital général de Dijon (1669), issu d'un hospice fondé en 1204.
- Hôpital d'Hautefort
- Hôpital général de Périgueux (1669).
- Hôpital général de Poitiers (1657)[14].
- Hôpital général de La Rochelle
- Hospice général de Lille, bâti de 1739 à 1780.
- Hôpital général de Nantes (1671), issu du Sanitat de Nantes (1612) et plus anciennement du lazaret de l'Asnière (1569).
- Hôpital général de Rouen (1681), issu d'un dépôt de mendicité fondé en 1602.
- Hôpital général de Saint-Omer (fondé en 1702, inauguré en 1704, rebâti de 1731 à 1760 environ).